# Ashi Gayum Phuntsho Choden
Ashi Gayum Phuntsho Choden, född 1911 i Wangdue Choling palats, död 24 augusti 2003, var änkedrottning av Bhutan. Hon var gift med Jigme Wangchuck var mor till tidigare kungen Jigme Dorji Wangchuck och farmor till hans efterträdare Jigme Singye Wangchuck. För den bhutanesiska befolkningen var hon känd under namnet Gayum Angay.